# Wu Jinglian
Wu Jinglian, 吴敬琏 (ur. 24 stycznia 1930 w Nankinie) – chiński ekonomista specjalizujący się przede wszystkim w polityce gospodarczej i jej zastosowaniu do chińskich reform gospodarczych. Znany ze swojego bardzo silnego przekonania o tym, że socjalizm jest kompatybilny z ustrojem rynkowym, nazywany jest przez część chińskich mediów „Rynkowym Wu” (Wu Shichang, 吴市场).
Zajmował szereg prestiżowych stanowisk, z czego najważniejsze to profesor ekonomii w Chińsko-Europejskiej Międzynarodowej Szkole Biznesu oraz Chińskiej Akademii Nauk, starszy naukowiec w Centrum Badań nad Rozwojem przy Radzie Państwa ChRL (odpowiednik rządu) oraz członek Ludowej Politycznej Konferencji Konsultatywnej Chin.
Ukończył ekonomię na Uniwersytecie Fudan w 1954. W swojej karierze naukowej był profesorem wizytującym na wielu chińskich uczelniach, a także na Uniwersytecie Yale, Uniwersytecie Duke’a, Uniwersytecie Stanforda, Uniwersytecie Oksfordzkim i w Instytucie Technicznym Massachusetts.
W trakcie rewolucji kulturalnej w Chinach Wu był częstym celem ataków za opowiadanie się za „prawami burżuazji”, co w tym przypadku oznaczało popieranie idei „kompensacji pieniężnej w zależności od wykonanej pracy”. W związku z tym był zmuszony do publicznego wyrzeczenia się i krytyki swojego profesora Sun Yefanga, za co potem wyraził swoje ubolewanie. Wyraził też swoje ubolewanie nad losem innej ofiary prześladowań politycznych, Gu Zhun, którego idee rewizji koncepcji marksistowskich w kierunku rynkowym były wielkim źródłem inspiracji dla Wu.
Wu był wielkim adwokatem otwarcia Chin i ich wstąpienia do Światowej Organizacji Handlu, ale był przerażony skutkami ubocznymi szybkiego wzrostu – korupcji, nierównej dystrybucji dóbr i zmierzania gospodarki Chin do modeli kapitalistycznych. Wraz z kilkoma innymi znanymi intelektualistami (m.in. Qin Hui i He Qinglian) próbował doprowadzić do szerszej debaty na temat sprawiedliwości społecznej w nowej gospodarce Chin.
Pod koniec sierpnia 2008 pojawiły się doniesienia, opublikowane też przez jedną z agencji prasowych, że Wu został aresztowany przez chińskie służby bezpieczeństwa pod zarzutem szpiegostwa dla Stanów Zjednoczonych. Kilka dni później jedna z gazet odnalazła Wu na wolności, ale ten odmówił wszelkich komentarzy w tej sprawie. Z forów i blogów wiadomości na ten temat zaczęły znikać (czasem nosząc ślady automatycznych usunięć), ale ostatecznie nie pojawiło się żadne stanowcze dementi.